# Грищенко Сергій Георгійович
Сергій Георгійович Грищенко — український вчений-металург, громадський і державний діяч, заступник Міністра промислової політики України, заступник голови Ради національних асоціацій товаровиробників при Кабінеті Міністрів України, Доктор технічних наук, професор, лауреат Державних премій України (1988, 1998), Заслужений діяч науки і техніки України.

## Біографія
Народився 30 червня 1950 року в Запоріжжі
1972 — закінчив Дніпропетровський металургійний інститут (тепер Національна металургійна академія України)

### Трудова діяльність
- 1972 — плавильник ЦЗЛ Запоріжського заводу феросплавів
- 1972—1973 — служба в армії
- 1974—1991 — інженер, завідувач лабораторією Українського НДІ спеціальних сталей і феросплавів (м. Запоріжжя)
- 1991—1992 — Головний феросплавник Держметалургпрому України
- 1992—1995 — начальник відділу, начальник управління кольорової металургії Мінпрому України
- 1995—1997 — заступник Міністра промисловості України[2][3]
- 1997—1998 — заступник Міністра промислової політики України[4]
- 1998—1999 — заступник Міністра і Голова Державного департаменту золотодобувної та золото переробної промисловості України[5][6]
- 1999—2000 — перший заступник Міністра промислової політики України[7][8]
- з 2000 — віце-президент Української асоціації підприємств чорної металургії
- 2000—2001 — заступник Голови Державного комітету промислової політики України[9][10]
- 2001—2003 — заступник Державного секретаря Міністерства промислової політики України[11][12]
- 2003—2005 — радник Віце-прем'єр-міністра України
- з 2004 — голова ради директорів Українського науково-виробничого концерну «Укркольормет»
- 2005 — заступник Міністра промислової політики України[13][14]
- 26.12.2007 призначений заступником Міністра промислової політики України[15]
- березень 2010 — звільнений з посади у зв'язку з відставкою Кабінету міністрів.[16]

## Публікації
- Дзеркало тижня № 9 (737) 14 — 20 березня 2009 «Сергій Грищенко. Українська металургія-2008: успішний старт, криза та її уроки» [Архівовано 18 березня 2009 у Wayback Machine.]

## Виноски
1. ↑  Розпорядження Кабінету Міністрів України від 17 березня 2010 року № 533-р «Про відставку Грищенка С.Г.».
2. ↑  Указ Президента України від 3 серпня 1995 року № 701/95 «Про призначення С. Грищенка заступником Міністра промисловості України»
3. ↑  Указ Президента України від 12 серпня 1997 року № 811/97 «Про звільнення С. Грищенка з посади заступника Міністра промисловості України»
4. ↑  Указ Президента України від 12 серпня 1997 року № 812/97 «Про призначення С. Грищенка заступником Міністра промислової політики України»
5. ↑  Указ Президента України від 30 квітня 1998 року № 393/98 «Про Державний департамент золотовидобувної та золотопереробної промисловості»
6. ↑  Указ Президента України від 24 травня 1999 року № 560/99 «Про С. Грищенка»
7. ↑  Указ Президента України від 24 травня 1999 року № 561/99 «Про призначення С. Грищенка першим заступником Міністра промислової політики України»
8. ↑  Указ Президента України від 11 лютого 2000 року № 217/2000 «Про звільнення С. Грищенка з посади першого заступника Міністра промислової політики України»
9. ↑  Указ Президента України від 4 березня 2000 року № 349/2000 «Про призначення С. Грищенка заступником Голови Державного комітету промислової політики України»
10. ↑  Указ Президента України від 20 серпня 2001 року № 678/2001 «Про звільнення С. Грищенка з посади заступника Голови Державного комітету промислової політики України»
11. ↑  Указ Президента України від 20 серпня 2001 року № 679/2001 «Про призначення С. Грищенка заступником Державного секретаря Міністерства промислової політики України»
12. ↑  Указ Президента України від 22 квітня 2003 року № 353/2003 «Про звільнення С. Грищенка з посади заступника Державного секретаря Міністерства промислової політики України»
13. ↑  Указ Президента України від 22 березня 2005 року № 521/2005 «Про призначення С. Грищенка заступником Міністра промислової політики України»
14. ↑  Указ Президента України від 20 жовтня 2005 року № 1501/2005 «Про звільнення С. Грищенка з посади заступника Міністра промислової політики України»
15. ↑  Розпорядження Кабінету Міністрів України від 26 грудня 2007 року № 1237-р «Про призначення Грищенка С.Г. заступником Міністра промислової політики України».
16. ↑  Грищенко Сергей [Архівовано 17 червня 2017 у Wayback Machine.] на сайті «Минпром». (рос.)